# G-Star Raw
G-Star RAW er et verdensomspændende hollandsk modetøjmærke. Det blev grundlagt i 1989. G-Star er mest kendte for at lave t-shirts og bukser. De laver dog langt større kollektioner til begge sæsoner med bl.a. jakker, hoodies, shorts, skjorter m.m. G-Star RAW har desuden fået den australske designer Marc Newson til at designe specielle kollektioner for firmaet.
Et af G-Star's store modeshows foregår i New York under navnet "New York RAW" hvor helt særlige limited editions fremvises, disse dog ofte med et let militant islæt.